# Saint-Gondran
Saint-Gondran är en kommun i departementet Ille-et-Vilaine i regionen Bretagne i nordvästra Frankrike. Kommunen ligger i kantonen Hédé som tillhör arrondissementet Rennes. År 2022 hade Saint-Gondran 629 invånare.

## Befolkningsutveckling
Antalet invånare i kommunen Saint-Gondran
Referens:INSEE